# Purdilnagar
Purdilnagar es un pueblo y nagar Panchayat situado en el distrito de Mahamaya Nagar en el estado de Uttar Pradesh (India). Su población es de 21885 habitantes (2011). 

## Demografía
Según el censo de 2011 la población de Purdilnagar era de 21886 habitantes, de los cuales 11555 eran hombres y 10330 eran mujeres. Purdilnagar tiene una tasa media de alfabetización del 60,24%, inferior a la media estatal del 67,68%: la alfabetización masculina es del 69,04%, y la alfabetización femenina del 50,39%.